# Pyrrhopyge placeta
Espèce
Pyrrhopyge placeta est une espèce de lépidoptères (papillons) de la famille des Hesperiidae, de la sous-famille des Pyrginae, de la tribu des Pyrrhopygini et du genre Pyrrhopyge.

## Dénomination
Pyrrhopyge placeta a été nommé par William Harry Evans en 1951.

### Nom vernaculaire
Pyrrhopyge placeta se nomme Placeta Firetip en anglais.

## Écologie et distribution
Pyrrhopyge placeta est présent au Brésil.

### Protection
Pas de statut de protection particulier.